# 오프리치니키

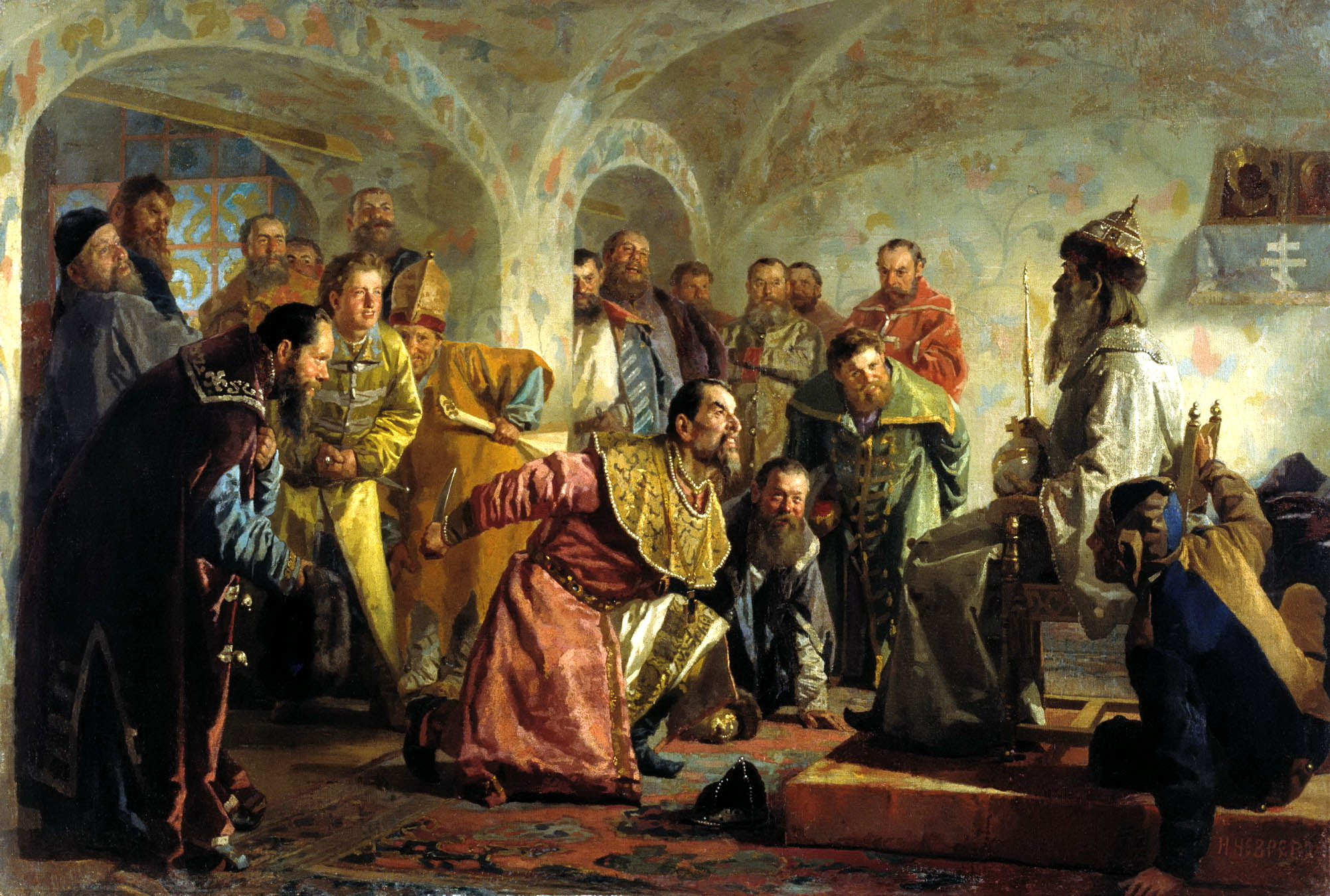
니콜라이 넵레프의 《오프리치니키》

오프리치니키(러시아어: Опричники)는 이반 4세의 공포정치인 오프리치니나(1565년-1572년)를 실행한 친위대 세력이다. 단수형은 오프리치니크(러시아어: опри́чник)이며, "옆에 서는 사람", 즉 측근이라는 뜻이다.
이반 4세의 두 번째 왕비인 체르케스인 출신의 마리아 템류코브나의 제안으로 만들어졌다고 한다. 마리아가 오프리치니키 창설에 관여했다는 설은 독일인 출신으로 오프리치니크로 복무한 하인리히 폰 슈타덴의 회고록에서부터 비롯된 것이다.
이런 조직을 만든 것은 차르에게 저항하는 사람이나 집단을 탄압하기 위한 것으로 오늘날은 대개 이해되고 있다. 오프리치니키는 검은 말을 타고 다녔으며, 이반 4세 본인이 그들을 직접 끌고 다녔다. 이반 4세가 직접 고른 인력들로 충원되었기에 "선택된"이라는 뜻의 크로메시니나(cromeshnina)라고도 불렸다. 오프리치니키는 수도사들처럼 검은 옷을 입고, 안장에 잘린 개의 목이나 잘린 늑대의 목(차르의 적들을 냄새로 추적한다는 뜻이며 또한 지옥견의 은유) 또는 빗자루(차르의 적들을 쓸어버린다는 뜻)를 매달고 다녔다. 개나 늑대의 머리통의 경우, 당대에는 박제 기술이 없었기 때문에, 한 번 잘라낸 머리통은 그 해 겨울안 언 채로 보존되고 봄을 넘기면 썩어버렸다. 그래서 오프리치니키는 공포스러운 이미지를 유지하기 위해 신선한 개 머리통을 계속 수급해야 했다. 이반 4세 본인은 무쇠로 만든 개 머리를 달고 다녔으며, 말에 박차를 가하면 무쇠 개의 입이 열렸다 닫히는 구조로 되어 있었다.
오프리치니키는 이반 4세에게 충성스럽지 않다고 여겨지는 사람은 누구든지 처형했으며, 그것도 거열, 팽형, 신체관통형, 산채로 굽기 등 갖은 끔찍한 방법으로 처형했다.
이반 4세는 스스로를 "신의 손"으로 선언했으며, 300인의 오프리치니키를 선발해 자신의 "형제"들로 삼고 블라디미르 근교의 성관에서 함께 살았다. 이들은 새벽 4시에 기상해 이반 4세의 아침 조회를 듣고, 매일 할당된 처형을 수행했다. 오프리치니키는 수도사 같은 행색을 했고 외부적으로는 수도사들처럼 금욕한다고 선전되었으나, 잔혹하고 방탕했다.
노브고로드 학살 당시 오프리치니키는 귀족만 1500여명 살육했다. 민간인까지 포함한 피해자가 몇 명인지는 확실치 않다. 1572년, 이반 4세는 1571년 타타르인들이 모스크바를 약탈했을 때 대응이 미비했던 것을 빌미로 오프리치니키를 해산했다.